# Detective Story (película de 2007)
Detective Story (en japonés : 探偵物語, Tantei monogatari ?) es una película japonesa de crimen dirigida en 2007 por el director Takashi Miike.

## Argumento
Takashima Raita, conocido como un brillante hacker, se muda a un apartamento de alquiler bajo al lado de Kazama Raita, un hombre con el mismo nombre, que trabaja como detective privado. Un día una chica llamada Inoue Manami viene a buscar al detective a altas horas de la noche, pero Kazama esta borracho y acuerdan encontrarse a la mañana siguiente. Sin embargo es asesinada en el camino a casa. A la mañana siguiente, Kazama no se encuentra con la chica, sino con los detectives de la policía que han rastreado la última ubicación conocida de ella hasta su apartamento. Kazama comienza a investigar la muerte de la chica.
 Una segunda joven, Asanuma Ritsuko, es asesinada y la policía vigila el apartamento de Kazama, que es el principal sospechoso. Él los evita e investiga una aventura que la chica estaba teniendo con un camarero. Mientras la policía vincula a una tercera víctima con esta serie de asesinatos, ya que a todas les han extraído diferentes órganos del cuerpo.
Kazama visita a Gamou, un asesino de niños convicto, cuya piel fue quemada por el padre de una de sus víctimas, para intentar conseguir pistas sobre este nuevo asesino en serie. Más tarde Kazama visita a Takashima, su vecino, y lo convence para que use sus habilidades como hacker para ayudarle en la investigación. Los dos Raitas unen fuerzas para encontrar al asesino y el rastro los conduce hasta un artista excéntrico con un método artístico único.

## Reparto
| Actor                         | Papel           |
| ----------------------------- | --------------- |
| Kazuya Nakayama               | Kazama Raita    |
| Claude maki                   | Takashima Raita |
| Tomoya Shiroishi              |                 |
| Tomoharu Hasegawa             | Nagamina        |
| Akiko Kikuchi                 |                 |
| Harumi Inoue                  |                 |
| Kai Atō                       |                 |
| Hiroyuki Watanabe             |                 |
| Asae Ōnishi                   |                 |
| Kentarō Nakakura              |                 |
| Steven Haynes                 | Sutîbun Heinzu  |
| Suekichi                      |                 |
| Pako Hayashiya                |                 |
| Izam                          |                 |
| Nobuaki Kakuda                |                 |
| Tōru Kazama                   |                 |
| Hisao Maki                    |                 |
| Yuya Uchida                   |                 |
| Yoshihiko Sato (Pê Hayashiya) |                 |

## Lanzamiento
Detective Story se estrenó en los cines de Japón el 29 de septiembre de 2007 por Mediaworks, y fue lanzada en DVD en Japón en 2007 por GP Museum Soft, con el contenido extra de un vídeo saludo del primer día de rodaje y comentarios del director.En 2009 se lanzó en DVD fuera de Japón por Media Blasters y Tokyo shock.También fue proyectada el 3 de septiembre de 2009 en el MOTELX - Festival Internacional de Cinema de Terror de Lisboa en Portugal, en la sección "Serviço de quarto (Room service)".

## Recepción
Reseña de Asian Movie Pulse: «Lo que realmente distingue a Detective Story de películas con temática similar, es su dirección. Desde la grotesca belleza de su misteriosa y revolvedora secuencia inicial, hasta las crudas escenas del crimen y el aterrador clímax. Miike demuestra una vez más que es un cineasta extremadamente talentoso.

Aunque Detective Story no gana puntos por originalidad, sigue siendo una película de género entretenida, autoparodia y bien dirigida que nos recuerda que no hace falta un gran presupuesto siempre que se tenga una visión única».
En una reseña de  para el blogspot "Un lagarto con plumas de cristal", Tyla escribió: «Detective Story es una propuesta simpática, no del todo desdeñable. Tiene sus puntos de interés y sus pequeños hallazgos, como esa hilarante referencia homenaje a Hannibal Lecter (un "Lecter" que también colabora con el investigador, pero que aquí es adicto a la comida del McDonald's). Lo dicho, filme destinado a no ocupar un lugar preeminente dentro de la filmografía del director, pero con la socorrida etiqueta de "entretenida", que en un momento dado, puede ser suficiente para salvarle a uno la tarde. En cualquier caso, un entretenimiento "made in Miike", siempre es más que otros entretenimientos».
Reseña de kerovodja.blogspot: «El final es, como se esperaba, anormal, explícitamente sangriento y completamente explosivo. Y esto hace que esta película nos parezca, después de todo, otro logro exitoso de Miike. Sin embargo, en los agujeros dramatúrgicos se ven claramente graves defectos que Miike no supo llenar de la forma visual adecuada. La cámara y el montaje no están exactamente a la altura de su indiscutible talento y muchas veces parece que algunas escenas fueron filmadas a toda prisa y sin un concepto claramente definido».